# Nexö kyrka
Nexö kyrka är en kyrkobyggnad i Nexø Sogn i Bornholms regionskommun. Det är inte känt hur gammal kyrkan är, men eftersom Nexø blev köpstad 1346, antas det att kyrkans äldsta del är från denna tid. Kyrkan är vigd till sjömännens skyddshelgon Sankt Nikolaus.
Kyrktornet är från 1500-talet. På 1700-talet tillbyggdes ett vapenhus på den södra sidan och ett kapell på den norra sidan. Det norra sidoskeppet är från 1760. 
Predikstolen och det förgyllda krucifixet över predikstolen är från 1600-talet. Altaret och golvet i koret är utfört i nexösandsten.

## Votivskepp
- Tora är tremastad bark, som byggdes omkring 1918–1920 av lotsen och sjökaptenen Jens Andreas Hansen.
- Hans Andreas är en tremastad skonert, som byggdes 1984-1986 av måleren Ove Andersen i Slagelse.

## Bildgalleri

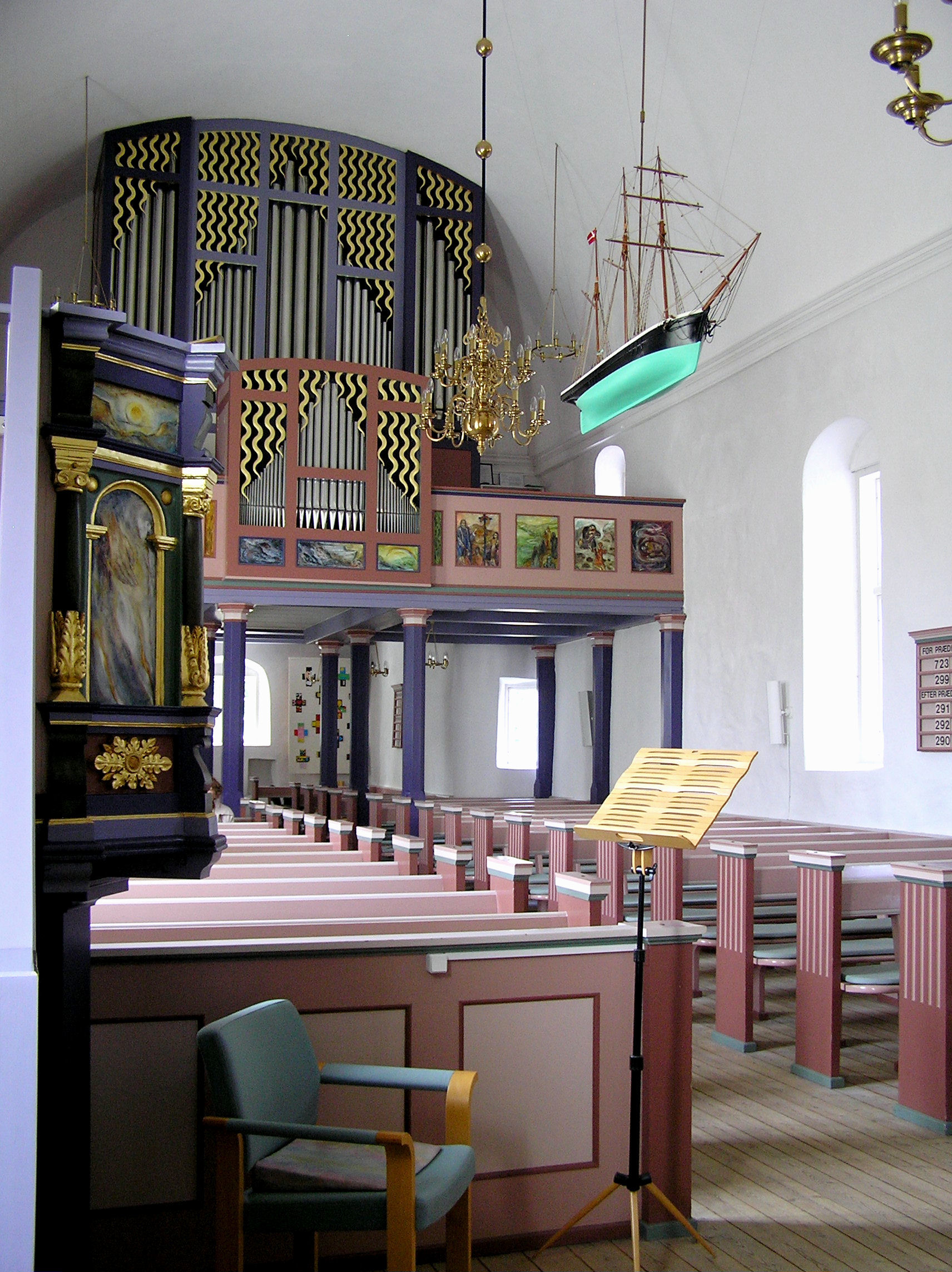
Orgel
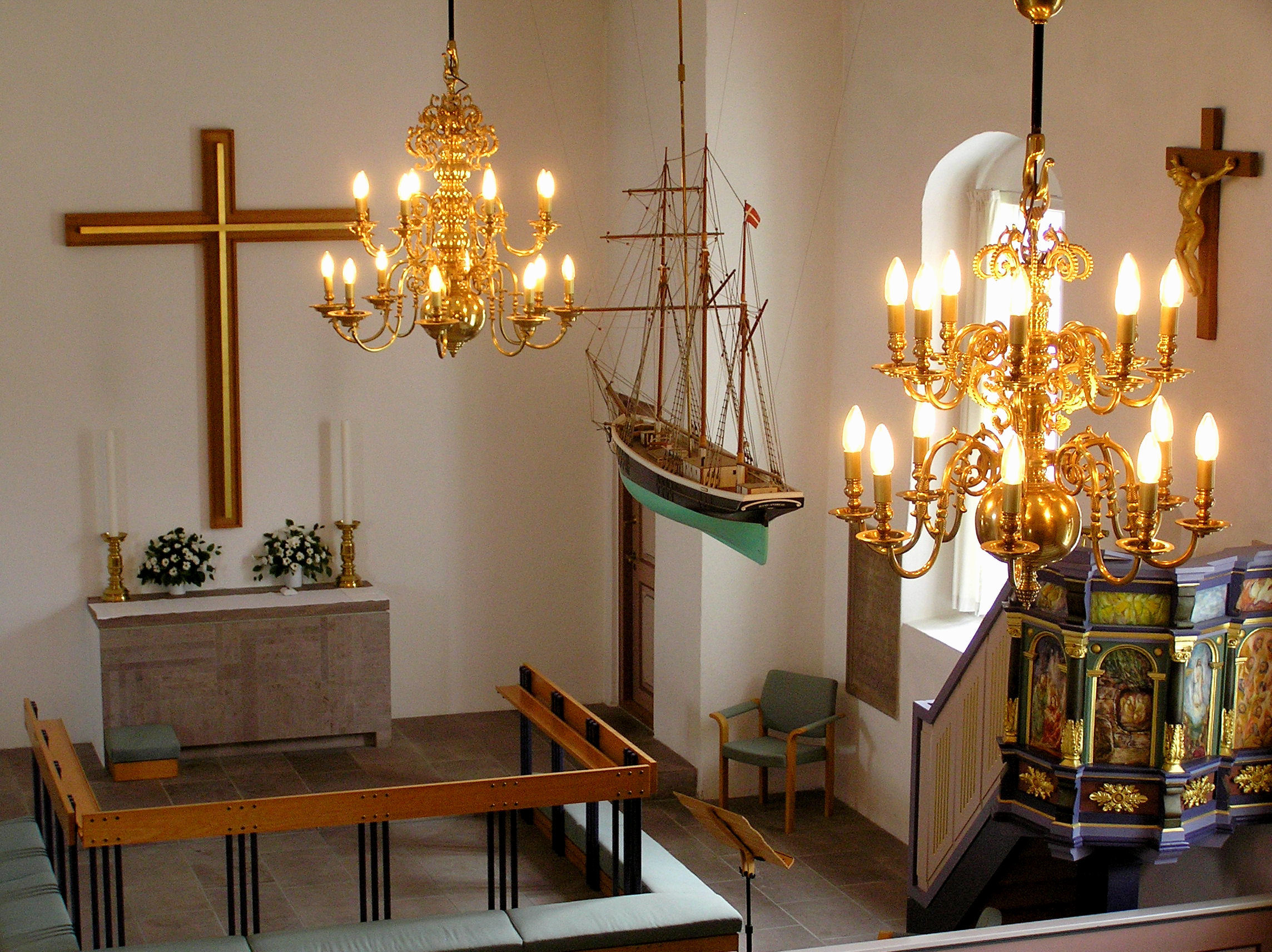
Altare
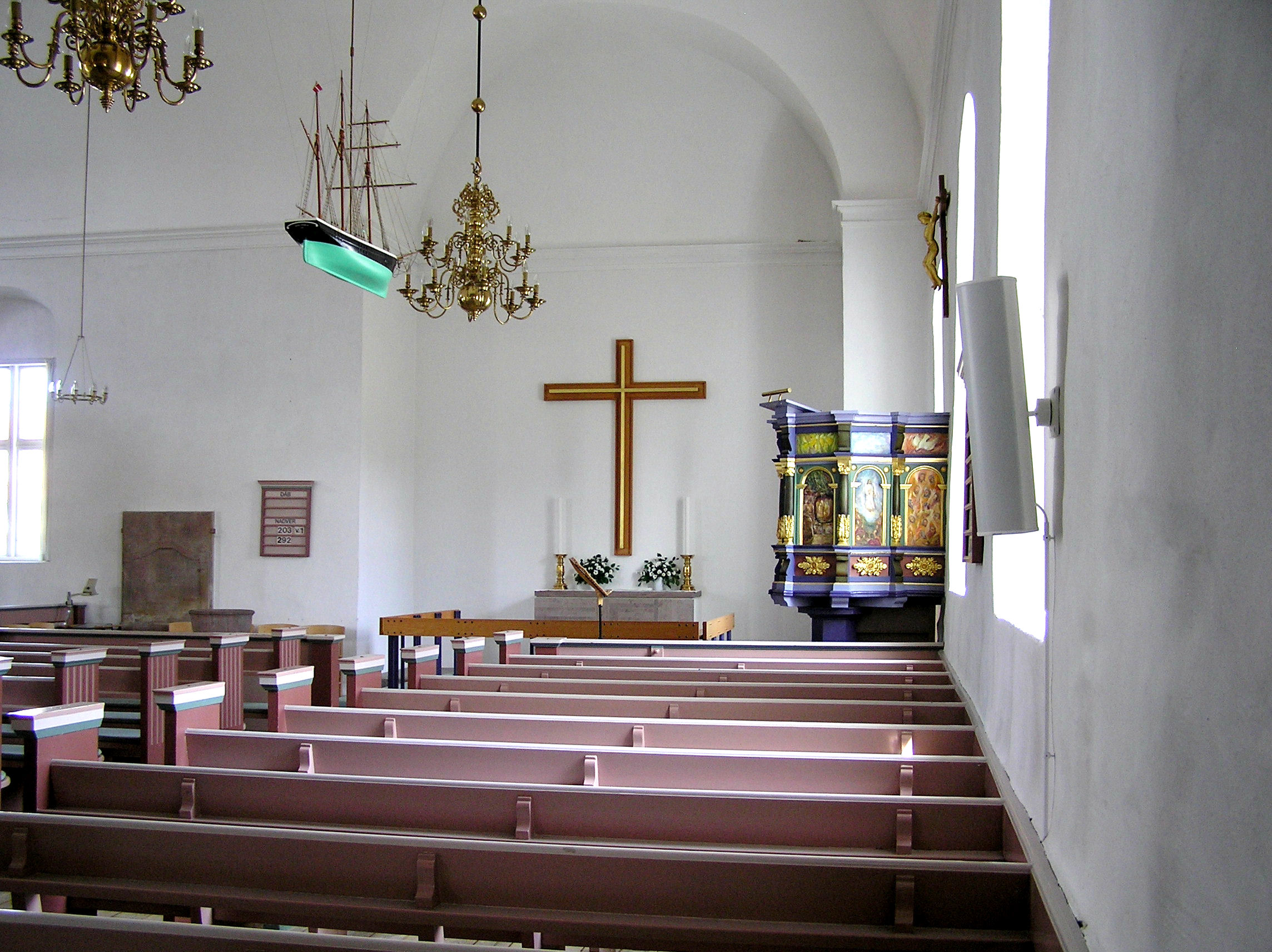
Predikstol och krucifix
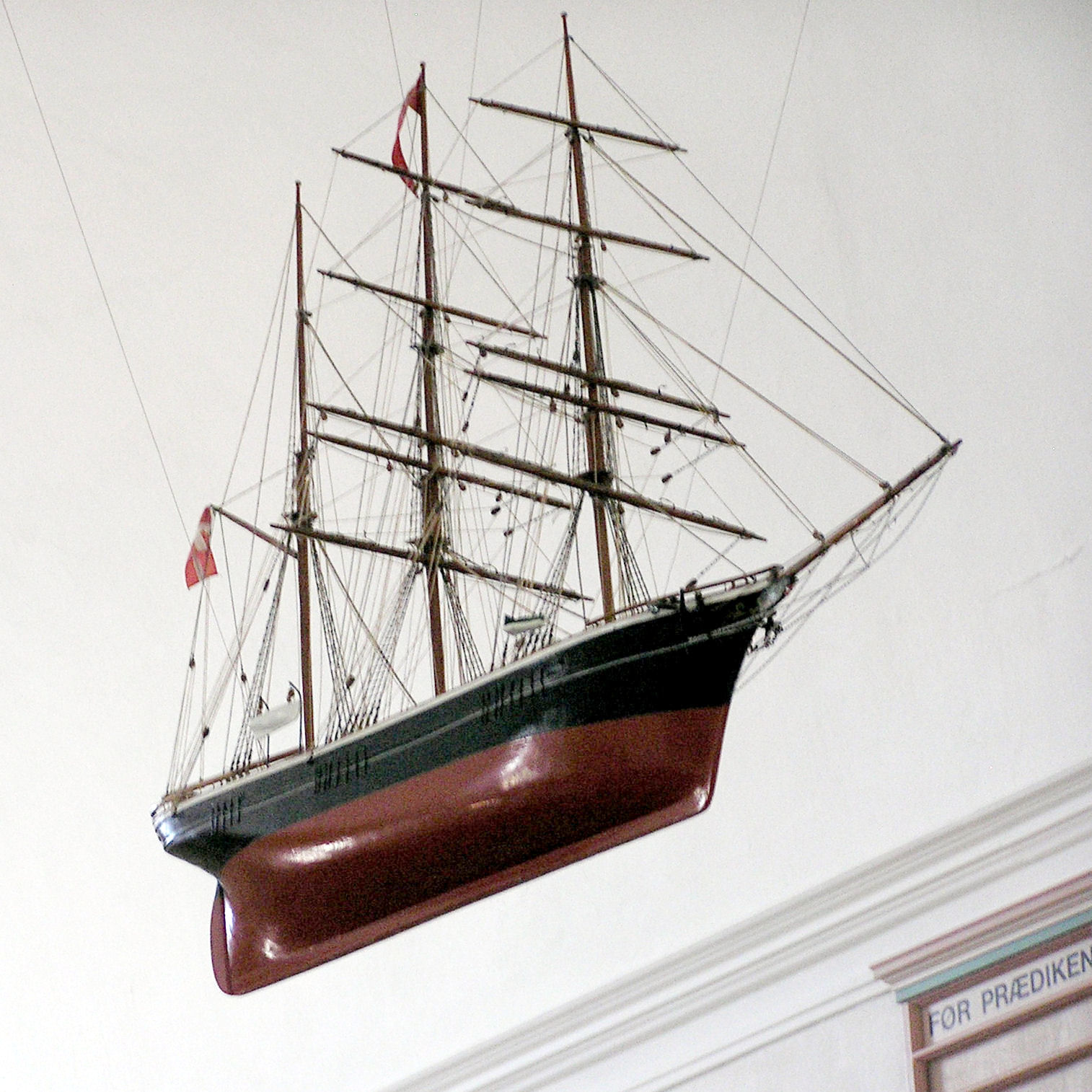
Barken Tora
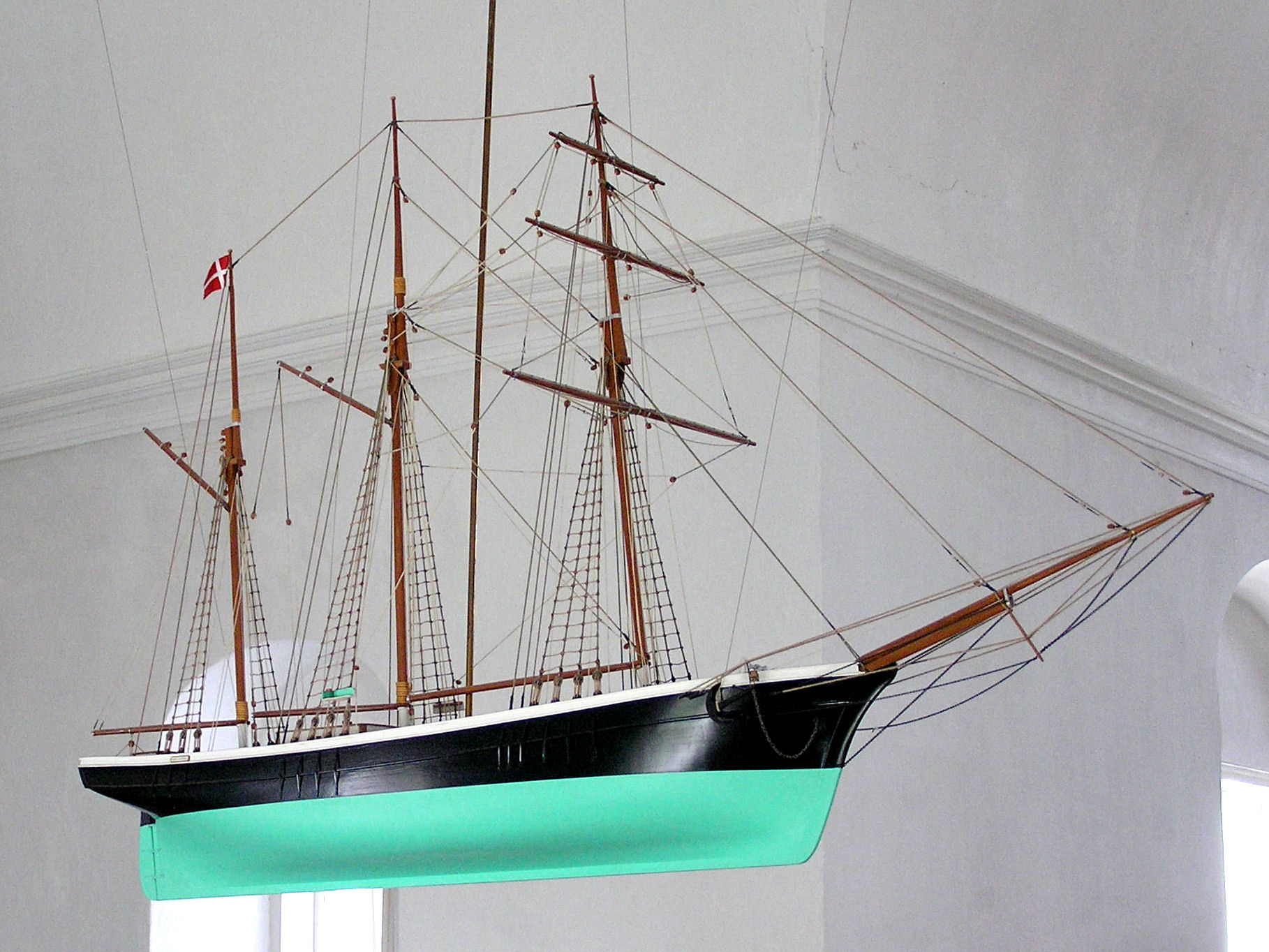
Skonerten Hans Andreas